# 36.º Prêmio Vladimir Herzog
O 36º Prêmio Vladimir Herzog teve seus vencedores anunciados no dia 1 de outubro de 2014. A cerimônia de premiação foi realizada no 29 de outubro, no Tuca - Teatro da Universidade Católica, em São Paulo. A curadora desta edição foi Ana Luisa Zaniboni Gomes.

## Vencedores
Artes
- Vencedor: "Pátria Armada Brasil"[ligação inativa] | Robson Vilalba | Gazeta do Povo / Curitiba

- Menção Honrosa: "Foi Errado Eu Sei"[ligação inativa] | Laerte | Folha de S. Paulo

Fotografia
- Vencedor: De Herói a Vilão[ligação inativa] | Marcelo Carnaval | Jornal O Globo / Rio De Janeiro

Internet
- Vencedor: "Dias de Intolerância" | Rosanne D'Agostino | Portal G1[2]

- Menção Honrosa: "Imigrantes Em São Paulo" | Fabiana Maranhão | UOL

Jornal
- Vencedor: "Sangue Político"[ligação inativa] | Leonencio Nossa | Jornal O Estado De S.Paulo

- Menção Honrosa 1: "As Confissões Do Coronel Malhães"[ligação inativa] | Juliana Dal Piva | O Dia / Rio de Janeiro

- Menção Honrosa 2: "Mapa Da Ditadura Em Brasília" | Ana Pompeu | Correio Braziliense / Brasília

Rádio
- Vencedor: "História De Flor"[ligação inativa] | Hebert Araujo | Rádio CBN / João Pessoa

- Menção Honrosa: "Brasil-Haiti: 10 Anos da Missão de Paz da ONU" | Michelle Trombelli | Rádio BandNews FM / São Paulo

Revista
- Vencedor: "Jurados De Morte: O Drama De Mais De 2 Mil Autoexilados No Próprio País" | Edson Sardinha | Congresso em Foco / Brasília

- Menção Honrosa: "Envenenados" | Tiago Mali | Revista Galileu

Documentário
- Vencedor: "Na Lei Ou Na Marra: 1964, Um Combate Antes do Golpe" | Tatiane Fontes e equipe (Erick Araújo, Priscila Martins Dionízio, Marcos Jorge Barreto, Leandro Matosinhos) | TV ALMG / Assembleia Legislativa de MG

- Menção Honrosa: "A Pele Negra" | Bianca Vasconcellos e equipe (Gustavo Minari, Aline Beckstein, Luana Ibelli, Fernanda Balsalobre, Thais Rosa, Eduardo Viné, Edivan Do Nascimento, Caio Cardenuto, Fábio Montes, Priscila Rezende, Alexandre Nascimento) | TV Brasil / EBC

Reportagem de TV
- Vencedor: "Caso Amarildo" | Monica Marques e equipe (Bette Luchese, William Torgano, Toni Marques, Fillipi Nahar) | TV Globo / Rio De Janeiro

- Menção Honrosa: "Tortura na Fundação Casa" | Valmir Salaro e equipe (Alan Graça Ferreira, Marconi Matos, Wagner Suzuki, Jae Ho Ahn) | TV Globo / Fantástico

Prêmio Hors concours
Esta premiação foi concedida neste ano, em caráter extraordinário, pela importância da reportagem na recuperação histórica dos fatos que envolveram o trajeto jurídico do caso Vladimir Herzog.
- Vencedor: "A Sentença - 35 Anos" | Claudio Renato e equipe (Marita Bittencourt, Junior Guedes, Gerana De Holanda, Jorge Ubiratan, Fernanda Cardoso, Mário Roberto, Ângelo Polizelo, Martha Sampaio, Solange Melges, Walmor Júnior, Marion Lamounier) | Globo News